# Hiouchi
Hiouchi es un lugar designado por el censo ubicado en el condado de Del Norte en el estado estadounidense de California. En el año 2010 tenía una población de 301 habitantes.

## Geografía
Hiouchi se encuentra ubicado en las coordenadas 41°47′37″N 124°3′58″O / 41.79361, -124.06611.